# Hospital San Rafael (El Carril)
El Hospital San Rafael es un hospital público de la localidad de El Carril, provincia de Salta, Argentina.
La institución tiene como objetivo dar cobertura integral a la comunidad a través de la estrategia de atención primaria y secundaria de la salud, contención de las demandas de consultas en consultorio externo y primer nivel de atención, por lo que incrementaron el porcentaje de horas de consultorios en estos servicios, tener participación en los trabajos realizados institucionalmente y promover la armonía y la solidaridad con los gerentes responsables de las áreas operativas vecinas.
Este hospital atiende alrededor de 110 pacientes al día, entre guardia y consultorios médicos. Brinda diferentes servicios entre los que se encuentran medicina general, atención ambulatoria, internación, atención domiciliaria, diagnóstico, tratamiento, etc. Tiene una capacidad aproximada de 30 camas. Además ofrece guardia sanitaria las 24 horas. En el año 2018 se incorporó al servicio de cardiología un nuevo equipo para realizar ecodopplers y así facilitar los controles cardiológicos de la población.

## Historia
El Hospital San Rafael comenzó a funcionar a partir del año 1964 en el edificio que ocupa actualmente, cedido al Ministerio de Asuntos Sociales y Salud Pública por resolución N.º 12 del 17 de febrero de 1964 del Consejo General de Educación. Anteriormente funcionaba en el local que hoy ocupa la comisaría local.
A partir de esa fecha ha prestado sus servicios a la comunidad y comunidades vecinas convirtiéndose en el hospital de referencia de la zona. Desde el año 2007 se trabajó en la recuperación de la Infraestructura de los servicios, incorporación del personal para refuncionalizacion de la Institución nivelándola a las necesidades de la comunidad de acuerdo a su complejidad incorporando algunos servicios como ecografía, electrocardiógrafo y radiología los a siete días de la semana.

## Ubicación
El hospital está situado en el centro del pueblo El Carril, a 37 km de la Ciudad de Salta, por la Ruta 68.
Se ubica en la calle San Rafael n.º 455 frente a la plaza Néstor Agustín Zamora el que constituye su domicilio social. 

## Límites geográficos: áreas de responsabilidad
El Hospital San Rafael de El Carril pertenece sanitariamente al A.O.XXXIV zona oeste dependiendo del Ministerio de Salud de la provincia de Salta. Está ubicado en una zona considerada como un área de mediano riesgo según mapeo elaborado por salud pública.
El A.O. posee los siguientes límites geográficos:
- Al norte con el Río Rosario que separa al hospital del Departamento de Cerrillos y Rosario de Lerma

1). Desde el Río Rosario en dirección hacia el norte, el Área de responsabilidad corresponde al Hospital de La Merced A.O. “L". Al Este parte del Departamento de Salta Capital 1° Nivel y Departamento de Rosario de la Frontera (Metán A.O. XIX)
- Al Oeste con Chicoana A.O.XXXIII.
- Al Sur con el Departamento La Viña (Moldes A.O.XXXV) y parte del Municipio de Chicoana.

El Área de influencia es el Municipio de El Carril con una superficie de 232 km² y parajes del Municipio de Chicoana extendiendo la cobertura por accesibilidad geográfica (Puesto Sanitario El Mollar).
2). Con una cantidad de 12.700. Habitantes, parajes La Maroma, El Simbolar y Santa Ana, estos dos últimos con escuela rurales en funcionamiento, con quienes se realizan actividades programadas en consenso con sus respectivas autoridades, (la accesibilidad de estas Localidades es únicamente por medios de movilidad particular).

## Estructura Orgánica
La administración del hospital está conformada por las siguientes Gerencias:
- Gerencia general
- Gerencia sanitaria
- Gerencia administrativa
- Gerencia de atención a las personas

## Servicios
El hospital cuenta con un servicio de estadística en el hall central que tiene por finalidad:
- Dar a conocer a los ciudadanos turnos de los médicos de consultorios externos, horarios y lugar de atención.
- Solicitar turnos programados a instituciones de mayor complejidad según la patología.
- Recepción de pacientes con pedidos de RX en forma espontánea (sin solicitud previa de turnos ).
- Gestionar la necesidad de medicamentos a través del seguro provincial mediante un responsable designado para tal fin.
- Recibir a través de un buzón, sugerencia para la mejora de las prestaciones y quejas de las prestaciones de los consultorios externos y demora de los mismos.

La complejidad del hospital es de tipo II y cuenta con los siguientes servicios:
1. RECEPCIÓN Y ADMISIÓN
2. ENFERMERÍA/ESTERILIZACIÓN
3. GUARDIA GENERAL
4. SALA DE INTERNACIÓN ABREVIADA
5. SALA DE REHIDRATACIÓN
6. ODONTOLOGÍA
7. FONOAUDIOLOGÍA
8. PSICOLOGÍA
9. CLÍNICA MÉDICA
10. PEDIATRÍA
11. GINECOLOGÍA
12. PROGRAMA MATERNO INFANTIL
13. DIABETES
14. ECOGRAFÍA
15. RADIOLOGÍA
16. SALA DE ELECTROCARDIOGRAFÍA
17. INTERNACIÓN
18. PAUTAS DE BAJA COMPLEJIDAD
19. PLANIFICACIÓN FAMILIAR
20. UNIDAD DE NUTRICIÓN
21. EPIDEMIOLOGÍA
22. FARMACIA
23. A.P.S.
24. GRUPO DE CONTROL Y AUTO AYUDA PARA DIABÉTICOS
25. GRUPO DE APOYO A LA LACTANCIA MATERNA
26. SERVICIOS GENERALES
27. LABORATORIO
28. ESTADÍSTICAS
29. ARANCELAMIENTO/PATRIMONIO
30. PLAN NACER/S.P.S
31. ADMINISTRACIÓN/OFICINA DE PERSONAL

## Estructura del edificio
I. Hospital base
Toda la estructura se encuentra desarrollada en planta baja dividida en varios sectores:
A)- Sector de guardia: 
- Consultorio médico de guardia.
- Enfermería de guardia.
- Sala para ingreso de accidentes y urgencias.
- Baños para los pacientes
- Sala de espera.
- Doble acceso de ambulancia con rampa para discapacitados.
- Office de enfermería.
- Dormitorio de médico de guardia.
- Sala de rehidratación.

B)- Sector de administración:
- Gerencia general.
- Gerencia administrativa.
- Baño para el personal.
- Oficina de jefa de personal y mantenimiento.
- Oficina de responsable de patrimonio.
- Responsable de recepción de turnos solicitados por otra áreas para Pediatría, Fonoaudiología, Tocoginecologia, Ecografías, Laboratorio, Electro Cardiograma, etc.
- Responsable de solicitud de turnos a Hospitales de Alta Complejidad.
- Responsable de Seguro Provincial de la salud (S.P.S).

C)- Sector de Estadísticas
D)- Sector de Plan Nacer
E)- Sector de Consultorios Externos:
- Sala de espera.
- Baños para el público (2)
- Baños para profesionales.
- Expendio de farmacia, depósito.
- Consultorio de Fonoaudiología.
- Consultorio de Psicología.
- Consultorio de Ginecología y Obstetricia.
- Consultorio de Ecografía.
- Consultorio de Clínica Médica (2)
- Consultorio para Diabéticos.
- Consultorio de Pediatría (2)
- Consultorio de Nutrición.
- Consultorio Odontológico.
- Hall de espera de consultorios externos.
- PMI (Programa Materno Infantil).

F) -Sector de Laboratorio:
- Sala de extracción.
- Laboratorio.
- Bacteriología.
- Baño para el personal.

G)- Sector de Arancelamiento:
- Atención al público.

H) - Sector de Radiología:
- Sala de Rayos.
- Sala de revelado.
- Baño.
- Sala de Espera.

I)- Sector de A.P.S.
- Nueva Sala de reunión APS.
- Baños para el personal.

J)- Sector de Internación:
- Salas de internación con baño privado para Clínica médica (2)
- Sala de observación (Intervención o Brevedad).
- Salas de Ginecología con baño privado (2)
- Sala de Maternidad.
- Sala de Neonatología con baño privado.

K)- Sector Restringido:
- Vestuario para profesionales (Baños)
- Sala de pre-parto.
- Sala de parto.
- Sala de recepción del recién nacido.

L)-Sector de Servicios:
- Baños y cambiadores para el personal.
- Lavadero.
- Sector de Planchado.

M)- Sector UIN (Unidad Institucional de Nutrición):
- Comedor del personal.
- Cocina.
- Depósito de cocina.

N)- Dormitorio del chofer de guardia:
- Garaje de Ambulancias.

O)- Depósito de Vacunas y Leche.
P)- Sector de Depósitos de Residuos Patógenos.
II. CENTRO DE SALUD CARLOS MENEM HIJO
Ubicado en la calle Juan Carlos Dávalos y Facundo de Zuviria, B Menem El Carril.
- Sala de espera.
- Sala de Enfermería
- Consultorio Médica.
- Consultorio odontológico.
- Baños para el personal y público

III. PUESTO SANITARIO DE EL MOLLAR
Ubicado en el paraje El  Mollar.
- Vivienda para el Enfermero.
- Sala de espera.
- Baño para el público.
- Consultorio médico.
- Consultorio Odontológico.
- Sala de Enfermería.